# Cybaeolus rastellus
Cybaeolus rastellus is een spinnensoort in de taxonomische indeling van de kamstaartjes (Hahniidae).
Het dier behoort tot het geslacht Cybaeolus. De wetenschappelijke naam van de soort werd voor het eerst geldig gepubliceerd in 1967 door Roth.